# Jessika Van
Jessika Van (née le 28 mai 1985  à  Los Angeles en Californie aux États-Unis) est une actrice américaine. 

## Biographie
Jessika Stephanie Van est née à Los Angeles, ses parents sont d'origine chinoise. Jeune elle débute la danse classique et le chant. Elle débute à Hollywood comme actrice en 2011.

## Filmographie  sélective

### Cinéma

#### Longs métrages
- 2008 : Foreign Exchange de Danny Roth : Mia Ho
- 2011 : Bang Bang de Byron Q. : Jenn
- 2013 : Sake-Bomb de Junya Sakino : Annie
- 2014 : The Gambler de Rupert Wyatt : Sports Bar Waitress
- 2015 : Seoul Searching de Benson Lee : Grace Park
- 2016 : Hors contrôle de Jake Szymanski : Jessika the Girl in Street

#### Courts-métrages
- 2006 : Road to Nanking de Sue Palmer
- 2007 : The Furious Tiger: Fist of Rage de Eddie Kim : Damsel in Distress
- 2008 : The Promise de Danny Huang et George Derek Huang : Jess
- 2010 : The Godmother de Lior Chefetz : Anne Dingyuan
- 2010 : The Moral Thief de Rafael F. Garcia : Stella
- 2010 : As Love Begins de Xiao Zheng : May Li
- 2011 : To Live and Dine in L.A. de Sebastian Valentin : Bai
- 2011 : Koreatown de Maura Milan : Marilyn
- 2011 : Reunion de Jason Z. Wong : Hannah
- 2011 : Bereft de  Jessika Van  : Jessica
- 2012 : The Jeremy Lin Effect 2: Linsanity de Timothy Tau : Babe
- 2012 : Incentivus de Timothy Tau : Artemis
- 2012 : Keye Luke de Timothy Tau : Nabura / Victoria Horne
- 2012 : Rex, le roi de la fête de Mark Walsh : voix
- 2012 : Carlos Jr. de Norman Siopis : Jessie
- 2012 : Tea de Chen Huang : Mei
- 2013 : Paper Lotus de Kai-Ting Wu : Tess Chen
- 2013 : California Dreaming de Tian Jiang Ye : Chan Bai Lu
- 2013 : Commencement de Adam Neustadter : Narrator
- 2015 : Vy Nguyen & Keith Jackson feat. jason chu: No Hero Now. de Jennie Kong : Rian

### Télévision

#### Séries télévisées
- 2008 : Cold Case : Affaires classées : De l'or dans la voix (saison 6 épisode 8) : Nikki Sun, 1989
- 2009 : FBI : Portés disparus : Dévotions (saison 7 épisode 22) : Stacey Tan
- 2010 :  The Boondocks : The Red Ball  (saison 3 épisode 3) : Wushung Player (voix)
- 2011 : Faulty Premise Life : The Frying Pan (saison 2 épisode 3) : Carly
- 2011 : Faulty Premise Life : When in Rome (saison 2 épisode 4) : Carly
- 2011 : Faulty Premise Life : Party Girls (saison 2 épisode 5) : Carly
- 2011 : Faulty Premise Life : Failure is Not an Option (saison 2 épisode 6) : Carly
- 2012 : Section Genius :  Le Concert des bouchés (saison 1 épisode 22) : Sunshine
- 2012 : Awkward : Secrets, mensonges et vidéo (saison 2 épisode 2) : Becca
- 2012 : Awkward : La Reine du désastre (saison 2 épisode 9) : Becca
- 2013 : It! People : Serious Art Film (saison 1 épisode 2) : Casey
- 2013 : It! People : In the Flesh (saison 1 épisode 3) : Casey
- 2013 : It! People : Everybody Else Has One (saison 1 épisode 7) : Casey
- 2013 : It! People : That Little Stinker (saison 1 épisode 8) : Casey
- 2013 : Awkward : Rencard (saison 3 épisode 3) : Becca
- 2013 : Awkward : Excès de culpabilité (saison 3 épisode 7) : Becca
- 2013 : Awkward : Reality Check (saison 3 épisode 9) : Becca
- 2013 : Awkward : Le Bal de fin d’année (saison 3 épisode 19) : Becca
- 2014 : Oncle Grandpa : Le Film d'action (saison 1 épisode 20) : Akira / Additional Voices (voice)
- 2014 : The Real Housewives of Horror : Pilot (saison 1 épisode 1) : Yuri
- 2014 : The Real Housewives of Horror : Finale: The Post-Mortem Show (saison 2 épisode 6) : Yuri
- 2015 : The Messengers : Abaddon (saison 1 épisode 5) : Koa Lin
- 2015 : The Messengers : Compte à rebours (saison 1 épisode 6) : Koa Lin
- 2015 : The Messengers : Deus Ex Machina (saison 1 épisode 7) : Koa Lin
- 2015 : The Messengers : Divisions (saison 1 épisode 8) : Koa Lin
- 2015 : The Messengers : Le vrai visage de la mort (saison 1 épisode 9) : Koa Lin
- 2015 : The Messengers : L'esprit de mission (saison 1 épisode 10) : Koa Lin
- 2015 : The Messengers : Les deux frères (saison 1 épisode 11) : Koa Lin
- 2015 : The Messengers : Une lueur d'espoir (saison 1 épisode 12) : Koa Lin
- 2015 : The Messengers : Houston on a un problème (saison 1 épisode 13) : Koa Lin
- 2016 : Rush Hour :  Partenaires de choc (saison 1 épisode 1) : Kim Lee
- 2016 : Rush Hour : Montre en main (saison 1 épisode 2) : Kim Lee
- 2016 : Rush Hour :  Chasseurs de dragons (saison 1 épisode 5) : Kim Lee
- 2016 : Rush Hour : Le flic qui déchire (saison 1 épisode 7) : Kim Lee
- 2016 : Rush Hour : Réconciliations (saison 1 épisode 13) : Kim Lee
- 2022 : American Horror Stories : Poppy (saison 2, épisode 7)